# قرة أغاج رود
قرة أغاج‌ رود هي قرية في مقاطعة هشترود، إيران. عدد سكان هذه القرية هو 24 في سنة 2006.